# Поляєв Олександр Андрійович
Олександр Андрійович Поляєв — підполковник ЗСУ, командир 67 ОМБр, учасник російсько-української війни.

## Життєпис
У 2024-му році призначений командиром 67 ОМБр . 15 листопада 2024 відвідав відкриття першого рекрутингового центру 67 ОМБр у Львові, який відкрили за сприяння міської ради Львова за клопотанням громадської діячки та відомої волонтерки і військовослужбовиці 67 ОМБр Уляни Кузик .
1

## Нагороди
- орден Богдана Хмельницького III ступеня (23 жовтня 2024) [4]